# 丁润山
丁润山（1993年2月11日—），湖北省武汉市人，中国足球运动员，现时效力于中甲球队新疆天山雪豹，司职守门员。

## 球员生涯
丁润山出自湖北绿茵93年龄段梯队。2011年进入一线队名单。2012年转会至新组建的球队湖北华凯尔征战中乙联赛并帮助球队晋升中甲。后随队主场迁至新疆。2017年1月新疆天山雪豹官方宣布完成于丁润山的续约工作。